# Thizay (Indre)
Thizay ist eine französische Gemeinde mit 229 Einwohnern (Stand: 1. Januar 2022) im Département Indre in der Region Centre-Val de Loire; sie gehört zum Arrondissement Issoudun und zum Kanton La Châtre.

## Geographie
Thizay liegt etwa 18 Kilometer ostnordöstlich von Châteauroux an den Flüssen Vignole und Théols. Umgeben wird Thizay von den Nachbargemeinden Saint-Aoustrille im Norden, Issoudun im Nordosten, Condé im Osten und Südosten, Meunet-Planches im Südosten, Brives im Süden, Sainte-Fauste im Südwesten sowie Neuvy-Pailloux im Südwesten und Westen.

## Bevölkerungsentwicklung
| Jahr                       | 1962 | 1968 | 1975 | 1982 | 1990 | 1999 | 2006 | 2013 | 2020 |
| Einwohner                  | 368  | 300  | 262  | 245  | 220  | 250  | 255  | 249  | 235  |
| Quellen: Cassini und INSEE |      |      |      |      |      |      |      |      |      |

## Sehenswürdigkeiten

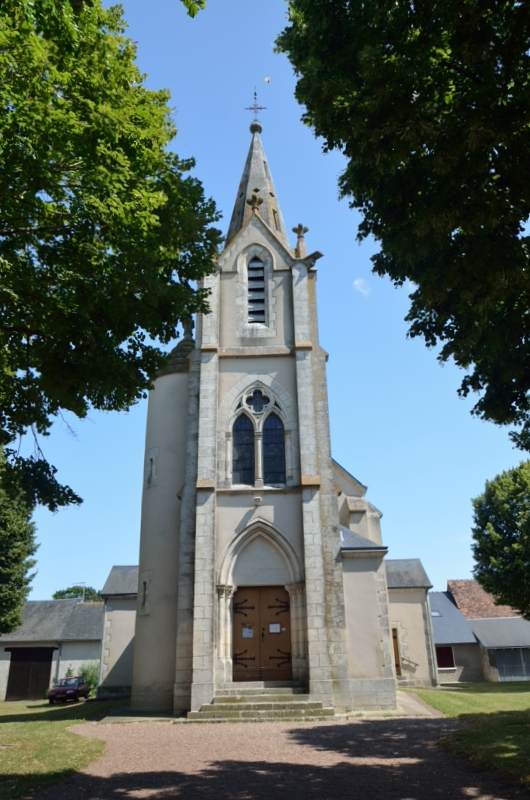
Kirche Notre-Dame

- Kirche Notre-Dame
- Wasserturm